# デュケイン砦

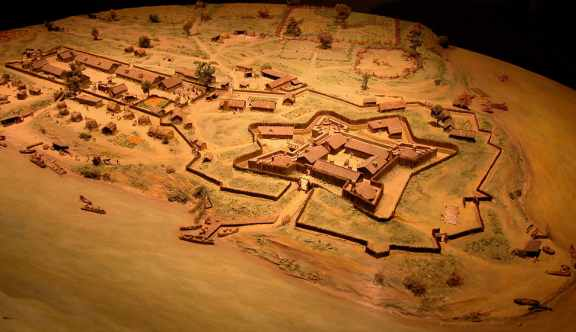
デュケイン砦の想像模型

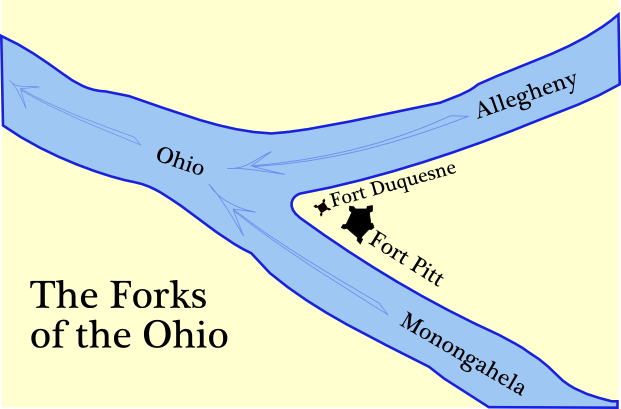
デュケイン砦とピット砦の位置

デュケイン砦（デュケインとりで、英語: Fort Duquesne）は、アメリカ合衆国ペンシルベニア州ピッツバーグにあった砦である。

## 概要
デュケイン砦はアレゲニー川とモノンガヒラ川の合流点に1754年にフランス人によって設立された砦であった。 その後、イギリス人、後にアメリカ人に引き継がれ、そこは後にペンシルベニア州ピッツバーグとして発展した。
デュケイン砦は、北アメリカ戦線でフレンチ・インディアン戦争として知られる七年に渡る戦争中のイギリスが征服する前に、フランス人によって破壊された。イギリス人はフランス人に取って代わり、1759年から1761年の間にピット砦を建設した。
デュケインとピット両砦の場所は現在、ポイント州立公園で2つの砦の輪郭がレンガで敷かれている。

## 参照項目
- ポイント州立公園
- デュケイン砦の戦い